# 绿汀路站
绿汀路站（设计阶段称科技岛站）是杭州地铁3号线、5号线和16号线的一个换乘站。车站位于中华人民共和国浙江省杭州市余杭区闲林街道绿汀路与水乡北路交叉口，为副城中心站。本站是16号线的终点站，也是杭州地铁第一座启用时即为两线换乘站的车站。

## 车站结构
绿汀路站为地下三层双岛叠一岛混合式车站，标准段宽47.7m，主体净长634m。地下一层为站厅层，地下二层为5号线站台层，设1个超宽岛式站台，车站站台宽38m，为普通地铁站站台的2倍。地下三层为3号线、16号线线站台层，设2个岛式站台，宽度均为16m，3号线线路位于两个岛式站台外侧，16号线位于两个岛式站台内侧。16号线站后设有交叉渡线和存车线，站前设单渡线。
- 16号线站台较全线其他站台为长，多余部分被玻璃墙壁隔离，不使用
- 16号线交叉渡线

绿汀路站沿水乡北路布置，设6个出入口，总建筑面积55093平方米。车站共设30余部自动扶梯，为普通地铁站点的3倍。站厅层扶梯可直接通往地下二层和三层的不同的站台。

### 楼层分布
| 1层  | 地面                          | 出入口                             |  |  |
| -1层 | 站厅                          | 自动售票机、客服中心、卫生间、商店 |  |  |
| -2层 |                               | █ 5号线 往南湖东（金星）           |  |  |
|      | 岛式站台，左侧开门            |                                    |  |  |
|      |                               | █ 5号线 往姑娘桥（葛巷）           |  |  |
| -3层 |                               | █ 3号线 往吴山前村（文一西路）     |  |  |
|      | 岛式站台，↑左侧开门 ↓右侧开门 |                                    |  |  |
|      |                               | █ 16号线 往九州街（凤新路）        |  |  |
|      |                               | █ 16号线 终点站 下客站台           |  |  |
|      | 岛式站台，↑右侧开门 ↓左侧开门 |                                    |  |  |
|      |                               | █ 3号线 往星桥（创明路）           |  |  |

### 设计
绿汀路站装饰以“绿”字为主题。内部色调主要为苹果绿，照明灯具为翠绿色，呈龙井茶形状。大字壁装饰有茶叶、茶壶、云雾、山峰等元素。
- 车站站厅
- 5号线站台宽度达到38米
- 5号线站台部分兼具换乘通道
- 3号线星桥方向和16号线终到站台
- 3号线吴山前村方向和16号线九州街方向站台

### 出入口
| 编号          | 出口标识                | 建议前往的目的地            |
| ------------- | ----------------------- | --------------------------- |
| A1            | 绿汀路东侧 水乡北路北侧 | 水乡北路、绿汀路            |
| A2            | 绿汀路东侧 水乡北路北侧 | 绿汀路、水乡北路 镜栖绿汀里 |
| B             | 绿汀路西侧 水乡北路北侧 | 绿汀路、水乡北路 湖境云庐   |
| C             | 绿汀路西侧 水乡北路北侧 | 水乡北路、绿汀路            |
| D1            | 水乡北路北侧 绿汀路     | 绿汀路、水乡北路            |
| D2            | 水乡北路北侧 绿汀路     | 水乡北路、绿汀路            |
| 註： 设有电梯 |                         |                             |

## 车站周边
绿汀路站位于未来科技城南部，南侧与和睦湿地相邻，东侧紧邻未来科技文化中心。绿汀路站周边以TOD模式开发，规划有购物中心。车站有4个出入口设置于周边用地内，将地下空间与地铁车站直接相连。

## 接驳交通
- 杭州公交

A2、D1口：地铁绿汀路站（A·D）
| 地铁绿汀路站（A·D） | 地铁绿汀路站（A·D）  | 地铁绿汀路站（A·D） | 地铁绿汀路站（A·D） | 地铁绿汀路站（A·D） |
| 编号                | 路线                 | 路线                | 路线                | 备注                |
| ------------------- | -------------------- | ------------------- | ------------------- | ------------------- |
| 408                 | 中泰公交站           | ⇆                   | 地铁绿汀路站（A·D） |                     |
| 461                 | 宋家山南             | ⇆                   | 梦想小镇总站        |                     |
| 2404                | 闲林公交中心站       | ⇆                   | 地铁创景路站A口     | 原7404路（←7004路） |
| 2410                | 西溪山庄             | ⇆                   | 地铁创景路站A口     | 原7401路            |
| 2436                | 浙大一院总部一期南门 | ⇆                   | 甄家湾社区          | 原336路区间线       |

- 杭州公共自行车

D1口：地铁绿汀路站D1口

## 历史
本站的历史可追溯到2013年，《杭州市城市轨道交通近期建设规划（2013-2019年）》，其中5号线未来科技城段进行了调整而增设此站，当时被称作科技岛站，并与杭临城际铁路（现16号线）换乘。
绿汀路站原本设计的站位较现在更西，结构为明挖地下三层双岛叠侧式车站，地下二层为3号线、16号线站台，地下三层为5号线站台。5号线在此为侧式站台，小里程段设有交叉双渡线与停车折返线。车站不跨路口敷设，并利用16号线站后的交叉双渡线空间设置物业出入口，並兼顾市政过街。
- 2016年9月，本站原方案随SGHL-11标段而开始招标。
- 2017年4月，中标单位确定。
- 2017年6月12日，绿汀路站所属的监理标段JLHL-8因「建设方案重大调整」而终止招标。
- 2017年7月，原方案开始施工。

由于5号线确定西延至老余杭（现南湖东站），设计院将5号线的配线取消，并交换了3、16号线与5号线的楼层，车站主体也东移到路口处。
- 2017年11月，新方案开始施工。
- 2020年4月23日，车站随5号线后通段和16号线开通而启用。
- 2022年6月10日，3号线部分启用，本站成为三线换乘站。